# Leão de Citerão
O leão de Citerão, na mitologia grega, era uma fera de enorme tamanho e ferocidade que devorava os rebanhos de Anfitrião e do rei Téspio, na região do monte Citerão, sem que nenhum caçador ousasse atacá-lo. O leão escondia-se também em uma caverna no monte Hélicon, aos pés do qual situava-se a cidade de Téspia.
A caçada do leão de Citerão foi a primeira grande façanha de Héracles, o maior herói da mitologia grega. Aos dezoito anos, Héracles cada vez mais se sobressaía pela enorme estatura, força e coragem. Ao saber dos prejuízos causados pelo leão de Citerão, resolveu livrar a região daquela fera. Para isso hospedou-se junto a Téspio, de onde todos os dias partia em busca do animal, retornando ao palácio apenas para dormir.
Téspio tinha cinquenta filhas com a rainha Megamede, filha de Arneus, e prometera a Héracles que enquanto durasse a caçada sua filha mais velha, a bela Prócris, o esperaria na cama para uma noite de amor. Durante os cinquenta dias consecutivos que durou a caçada, porém, Téspio, que pretendia constituir uma grande e aguerrida descendência, aproveitou para fazer com cada uma das suas cinquenta filhas se alternasse na cama do herói. Héracles estava tão fatigado ao fim de cada jornada que nem reparava, na obscuridade, que a cada vez unia-se a uma filha diferente, a quem engravidava, em função de sua grande potência sexual. Desta forma Téspio atingiu seu objetivo de ter inúmeros netos da estirpe do grande herói.
Héracles finalmente localizou o leão e o abateu com uma enorme clava, feita do tronco de uma oliveira que havia arrancado por inteiro no monte Hélicon. Algumas versões afirmam que Héracles retirou a pele do leão de Citerão para usar como capa, mas a lenda mais corrente é de que a famosa capa foi feita do couro do leão da Nemeia.
Os cinquenta e um netos de Téspio (pois Procris teve os gêmeos Antíleon e Hipeus), ficaram conhecidos como Tespíadas. Por ordem de Héracles muitos deles foram conduzidos por Iolau até a Sardenha, onde se estabeleceram.